# 小川貞一

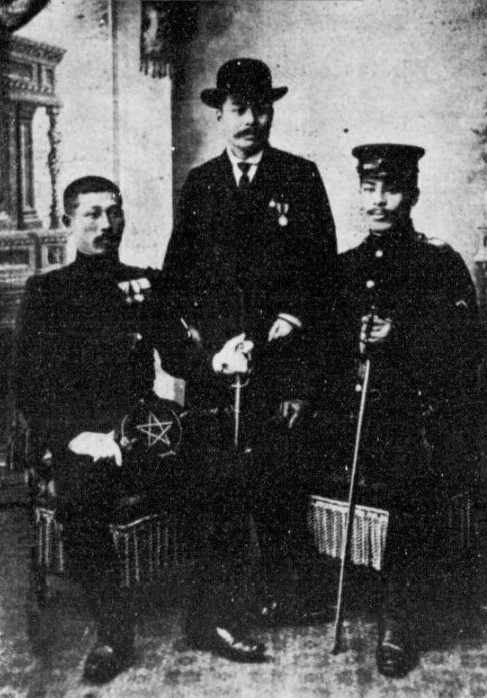
小川貞一

小川 貞一（おがわ ていいち、1882年（明治15年）1月19日 - 1943年（昭和18年）10月27日）は、大正から昭和時代初期の政治家、銀行家、実業家。貴族院多額納税者議員。旧姓・山崎。

## 経歴
鳥取県八橋郡赤崎宿（赤崎村、東伯郡赤崎村、赤碕町を経て現琴浦町赤碕）で山崎元一の長男として生まれ、東伯郡倉吉町（現倉吉市河原町）の小川貞四郎の養子となる。1915年（大正4年）倉吉町会議員に就任したのを皮切りに、東伯郡会議員、鳥取県会議員などを歴任。女子教育の振興に貢献し、鳥取県立倉吉高等女学校（現鳥取県立倉吉西高等学校）、鳥取県女子師範学校、鳥取高等農業学校の設立に尽力した。
また、小川合名会社を設立して酒・醤油醸造業、製糸業を経営した。ほか、山陰実業銀行、倉吉電気各取締役、奨恵銀行監査役、鳥取県信用組合連合会会長などを務めた。
1924年（大正13年）鳥取県多額納税者として補欠選挙で貴族院議員に互選され、同年4月24日から翌年9月28日まで在任した。

## 親族
- 妻 小川たね（名島嘉吉郎四女）[1]